# Tribalus elapsus
Tribalus elapsus är en skalbaggsart som beskrevs av Vienna 1993. Tribalus elapsus ingår i släktet Tribalus och familjen stumpbaggar. Inga underarter finns listade i Catalogue of Life.